# Talulah Riley
Pour les articles homonymes, voir Riley.
Talulah Jane Riley-Milburn, dite Talulah Riley, née le 26 septembre 1985 à Hertfordshire, en Angleterre, au Royaume-Uni, est une actrice britannique.
Elle est principalement connue pour ses rôles dans les films Orgueil et Préjugés, St Trinian's : Pensionnat pour jeunes filles rebelles et Good Morning England, ainsi que son rôle dans la série télévisée américaine de science-fiction, Westworld.

## Biographie

### Enfance
Talulah Riley est née en Angleterre dans le comté de Hertfordshire, au nord de Londres. Elle est la fille unique d'Una Riley, directrice en chef d'une compagnie de sécurité et ancienne candidate conservatrice au parlement, et de Doug Milburn, autrefois officier de police, et aujourd'hui scénariste et auteur des séries Affaires non classées, Suspect numéro 1 et The Bill. Elle fait ses études au Cheltenham Ladies' College, à la Haberdashers' Aske's School for Girls ainsi qu'à la prestigieuse Berkhamsted Collegiate School.

### Vie privée
Le 25 septembre 2010, elle se marie avec l'entrepreneur américain et sud-africain Elon Musk. Ils divorcent en 2012 avant de se marier de nouveau en juillet 2013 et de divorcer en mars 2016.
Depuis juillet 2022, elle est en couple avec l'acteur Thomas Brodie-Sangster, rencontrée sur le tournage de la mini-série Pistol. Ils annoncent leurs fiançailles en juillet 2023. Ils se sont mariés le 24 juin 2024.

## Carrière
Elle commence sa carrière à la télévision en 2003 dans un épisode d'Hercule Poirot. Deux ans plus tard, elle fait ses débuts au cinéma dans Orgueil et Préjugés de Joe Wright.
En 2006, elle tourne dans un épisode de Miss Marple. L'année d'après, elle obtient un rôle plus important en 2007 dans la série télévisée Nearly Famous, diffusée sur la chaîne britannique E4, où elle incarne Lila, une jeune femme étrange possédant un don pour l'écriture. Elle joue également dans le film St Trinian's : Pensionnat pour jeunes filles rebelles d'Oliver Parker et Barnaby Thompson.
En 2008, elle apparaît dans deux épisodes de Doctor Who. L'année suivante elle est présente dans le film Good Morning England de Richard Curtis et reprend son rôle dans St. Trinian's 2 : The Legend of Fritton's Gold toujours réalisé par Oliver Parker et Barnaby Thompson.
En 2010, elle obtient des rôles secondaires au cinéma dans les films Inception de Christopher Nolan et Le Dilemme (The Dilemma) de Ron Howard.
En 2012, elle est à l'affiche de plusieurs films : White Frog, The Knot et The Last Hitman : 24 heures en enfer. Après cela, elle apparaît dans In a World... de Lake Bell et Thor : Le Monde des ténèbres d'Alan Taylor.
En 2015, elle joue aux côtés de Oscar Isaac, Garrett Hedlund et Louise Bourgoin dans Mojave, mais tourne également dans The Bad Education Movie. Elle réalise également son premier long métrage intitulé : Scottish Mussel. L'année suivante, elle est présente au casting de la série Westworld, diffusée sur HBO et du film Conduite en eaux troubles.
En 2018, elle reprend son rôle lors de la saison de Westworld et joue dans le film The Last Witness avec Alex Pettyfer.

## Filmographie

### Cinéma

#### Longs métrages
- 2005 : Orgueil et Préjugés (Pride and Prejudice) de Joe Wright : Mary Bennet
- 2007 : St Trinian's : Pensionnat pour jeunes filles rebelles (St. Trinian's) d'Oliver Parker et Barnaby Thompson : Annabelle Fritton
- 2009 : Good Morning England de Richard Curtis : Marianne
- 2009 : St. Trinian's 2 : The Legend of Fritton's Gold d'Oliver Parker et Barnaby Thompson : Annabelle Fritton
- 2010 : Inception de Christopher Nolan : La jeune femme blonde au bar
- 2010 : Le Dilemme (The Dilemma) de Ron Howard : Une mannequin de la voiture conceptuelle
- 2012 : White Frog de Quentin Lee : Ms. Lee
- 2012 : The Knot de Jesse Lawrence : Alexandra
- 2012 : The Last Hitman : 24 heures en enfer (The Liability) de Craig Viveiros : Une femme
- 2013 : In a World... de Lake Bell : Pippa
- 2013 : Thor : Le Monde des ténèbres (Thor : The Dark World) d'Alan Taylor : L'infirmière
- 2015 : The Bad Education Movie d'Elliot Hegarty : Phoebe
- 2015 : Mojave de William Monahan : Jemima
- 2015 : Scottish Mussel d'elle-même : Beth
- 2016 : Conduite en eaux troubles (Submerged) de Steven C. Miller : Jessie
- 2018 : The Last Witness de Piotr Szkopiak : Jeanette Mitchell
- 2020 : Bloodshot de Dave Wilson : Gina DeCarlo

#### Courts métrages
- 2007 : Friends Forever de Marçal Forés : Grace
- 2009 : The Summer House de Daisy Gili : Jane

### Télévision

#### Séries télévisées
- 2003 : Hercule Poirot (Poirot), saison 9, épisode 1 Cinq Petits Cochons (Five Little Pigs) : Angela jeune
- 2006 : Miss Marple (Agatha Christie's Marple), saison 2, épisode 2 La plume empoisonnée : Megan Hunter
- 2007 : Nearly Famous : Lila Reed
- 2008 : Doctor Who : Miss Evangelista
- 2016 - 2018 : Westworld : Angela
- 2022 : Pistol : Vivienne Westwood

#### Téléfilms
- 2008 : Phoo Action d'Euros Lyn : Lady Elenor Rigsby